# Idioma bai
El bai o baip (autoglotónimo: Baip‧ngvp‧zix) es una lengua sinotibetana hablada en China, principalmente en la provincia de Yunnan por los bai, una de las 56 nacionalidades oficialmente reconocida por China. La lengua tiene alrededor de un millón de hablantes y tiene tres dialectos principales.
Dentro del área se distinguen al menos tres bloques dialectales, que podrían considerarse, según algunos autores lenguas diferentes:
- Jianchuan  o bai central
- Dali o bai meridional
- Bijiang o bai septentrional.

El jianchuan y el dali están más cercanos entre ellos, y se ha señalado que los hablantes de ambas variedades son capaces de entederse tras un mes de adaptación, el bijiang parece más divergente y más alejado de las otras variedades.
Históricamente, el reino de Dali (937-1253) de lengua bai tuvo un papel destacado en la expansión del bai en el sur de China.
Además se ha propuesto que el bai es una lengua hermana del caijia y que juntas forman un grupo llamado lenguas macro bai.

## Clasificación
La posición del bai dentro de las lenguas sinotibetanas es un problema no resuelto. Tradicionalmente se había considerado que el bai era una lengua tibetano-birmana pero a partir de las observaciones de R. A. D. Forrest en 1948, algunos autores han venido sosteniendo que el bai está más cercano al sinítico que la tibetobirmano. Así algunos autores consideran que el proto-bai sería una rama hermana del proto-sinítico, por lo que su conocimiento sería importante para determinar la diversificación de la familia sinotibetana. Esta es la posición de diversos autores destacados como Sergéi Stárostin, G. van Driem o S. Zhengzhang. Wang (2005) resumió el estado del debate, señalando que el debate requiere una reconstrucción detallada del proto-bai sin la cual parece difícil decidir el estado de la cuestión. Sin embargo, las propias variedades de bai no han sido suficientemente bien descritas para llevar a cabo dicho trabajo.
La cuestión de la posición del bai además se complica porque en el nivel léxico el bai ha sido influido durante milenios tanto por las lenguas tibetano-birmanas como por las variedades vecinas de sinítico. El sinólogo Jerry Norman llegó a afirmar:

While it would probably be going too far to consider Bái a Sinitic [Chinese] dialect, its close links to Sinitic cannot easily be dismissed."

## Descripción lingüística

### Fonología
El bai es una lengua tonal con ocho tonos y un inventario vocálico numeroso. Como es común entre las lenguas de sureste asiático, el bai presenta oposición fonémica entre vocales tensas y vocales laxas (fonación quebrada / fonación normal). Existe un pequeño número de obras de literatura tradicional escrita mediante caracteres chinos, así como un número reciente de publicaciones que usan un alfabeto latino estandarizado para la lengua.

### Sintaxis
El orden sintáctico básico del bai es Sujeto Verbo Objeto (SVO).

### Comparación léxica
Los numerales en diferentes variedades de bai son:
| GLOSA | Jianchuan   | Dali       | Bijiang  | Caijia | PROTO-BAI     |
| ----- | ----------- | ---------- | -------- | ------ | ------------- |
| '1'   | ji44, ɑ31   | ji44, ɑ31  | e44, ɑ31 | ji33   | *ji44         |
| '2'   | kõu33, ne44 | kõ33, ne44 | kv33     | ta55   | *kõu23, *ne44 |
| '3'   | sɑ55, sɑ̃55  | sɑ̃55       | sɑ̃55     | sa33   | *sɑ̃55         |
| '4'   | ɕi44        | ɕi44       | si44     | sɿ31   | *ɕi44         |
| '5'   | mu33        | ŋv33       | ŋu33     | ɣuŋ33  | *ŋu33         |
| '6'   | fv44        | fv44       | fv44     | fu55   | *fu44         |
| '7'   | tɕʰi44      | tɕʰi44     | tɕʰi44   | tɕʰi55 | *tɕʰi44       |
| '8'   | piɑ44       | piɑ44      | tɕuɑ44   | pei55  | *pja44        |
| '9'   | tɕɯ33       | tɕɯ33      | tɕi33    | kuo55  | tɕju33        |
| '10'  | tsi42       | tsɛ42      | tʂeʴ42   | dzan33 | *tseʴ42       |